# Spiridon Ilo
Spiridon Ilo (ur. 30 września 1876 w Korczy, zm. 7 listopada 1950 tamże) – albański aktor i muzyk, jeden z sygnatariuszy Albańskiej Deklaracji Niepodległości.

## Życiorys
Po ukończeniu greckiego liceum w Szkodrze wyemigrował do Bukaresztu, gdzie do 1905 roku działał na rzecz mniejszości albańskiej. Następnie wyjechał do Bostonu, gdzie wspierał albańskojęzyczne czasopisma i angażował się w działalność polityczną; był współzałożycielem patriotycznych organizacji Malli i Mëmëdheut⁠ i Besa-Besë, pracował również jako aktor teatraly.
W 1910 roku wrócił do Bukaresztu, gdzie założył drukarnię i był jednym z głównych działaczy na rzecz mniejszości albańskiej w tym mieście.
28 listopada 1912 jako przedstawiciel regionu Korczy podpisał Albańską Deklarację Niepodległości jako Spiro T. Ilo. W kwietniu 1914 roku wrócił do Albanii i dołączył do oddziału Themistokliego Gërmenjiego, walczącego przeciwko greckim nacjonalistom w Korczy,⁠ jednak po kilku miesiącach, z powodu wybuchu I wojny światowej był zmuszony wrócić do Rumunii. Z powodu przyłączenia się Rumunii do wojny, w 1916 roku ponownie wyemigrował do Stanów Zjednoczonych, gdzie otworzył kawiarnię w Nowym Jorku i prowadził działalność patriotyczną oraz muzyczną.
W 1923 roku założył w Chicago Albanian Phonograph Records – przedsiębiorstwo produkujące płyty gramofonowe i nagrywające pieśni patriotyczne, które jest znane z nagrania wersji instrumentalnej hymnu Albanii. Nagrania gramofonowe, przywiezione w 1946 roku przez Spiridona Ila do Korczy, zostały nieumyślnie zniszczone; ponieważ były wykonane z miedzi, wobec czego zostały wykorzystane do budowy anteny radiowej w Korczy.
W marcu 1926 wrócił do Korczy, gdzie spędził resztę życia. Podczas II wojny światowej działał w antyfaszystowskim ruchu oporu.
W 1945 roku przeszedł na emeryturę.

## Odznaczenia
28 listopada 2012 roku, w związku z 100. rocznicą odzyskania niepodległości przez Albanię, wraz z pozostałymi sygnatariuszami Albańskiej Deklaracji Niepodległości, został odznaczony Orderem Honor Narodu przez prezydenta Albanii, Bujara Nishaniego.